# コーフィールド (カメラ)
コーフィールド（Corfield Ltd. ）はかつてイギリスに存在したカメラメーカーである。
ケネス・コーフィールド卿（Sir Kenneth G. Corfield ）が自分の家で家内工業的に創業した。当初は引伸用露出計「ルミメーター」に始まり、距離計「テレメーター」などカメラのアクセサリーを製造し、またエクサクタの輸入代理店をしていた。戦後カメラ製造を始めたが日本製カメラに押されてギネス傘下に入り、1971年に閉鎖した。
レンズのブランドはルマー（Lumar ）、ルマックス（Lumax ）がある。

## 製品一覧

### 120フィルム使用カメラ

#### コーフィールド66シリーズボディー
6×6cm判一眼レフカメラ。フィルムマガジンは撮影途中で交換可能。
- コーフィールド66 - シャッターはフォーカルプレーン式で1/10〜1/500秒。

#### コーフィールド66シリーズ用レンズ
レンズは専用バヨネットマウントにより脱着できるが、このマウントのレンズはただ1種しか発売されなかったので交換はできない。
- ルマックス95mmF3.5 - 最短撮影距離は4ft。

### 135フィルム使用カメラ

#### ペリフレックスシリーズボディー
レンズマウントはLマウント。24×36mm（ライカ）判。第二次世界大戦中ライカボディーが軍用カメラとして供出され、残ったレンズを生かすために製造されたと言われている。精密な距離計を製造するのは大変なのでピント合わせはボディー上からレンズ後端とフィルム面の間の画面中央に潜望鏡様のミラーを降ろして行なうこととし、この潜望鏡（ペリスコープ）が名称の由来となった。
- ペリフレックス1（Periflex 1 、1954年発売） - ファインダーは逆ガリレオ式。ペリスコープは押し下げることで降ろし、手を離すとスプリングで自動復帰する。横走り布幕フォーカルプレーンシャッターでB、1/30〜1/1000秒、X接点にシンクロする。フィルム巻き上げはノブ式。初期約200台は黒塗りに茶の豚革張り、その後黒塗りに黒革張りとなり、1956年以降は黒塗りでなく銀色となった。シャッタースピード目盛は初期では上部カバーへの直接刻印であったが後に目盛板になっている[1]。
- ペリフレックス3（Periflex 3 、1957年発売） - フィルムを巻き上げるとペリスコープが自動的に降り、シャッターを切ると自動的に上がるよう改良された。布幕フォーカルプレーンシャッターでB、1〜1/1000秒、MX接点にシンクロする。また倍数系列になった。ファインダーは対物レンズの交換で画角を変更できるようになった[1]。
- ペリフレックス2（Periflex 2 、1958年発売） - ペリフレックス3のシャッター最高速を1/500秒に抑え、ファインダー対物レンズが交換できない普及版[2]。
- ペリフレックス3a（Periflex 3a 、1959年発売） - フィルム巻き上げがノブからレバー巻き上げに変更され、ピント合わせのスクリーンがスプリット式となった。巻き戻しは巻き上げレバーを前方に押し込んで行なう。フィルム圧板はガラス製。シャッター最高速は1/1000秒[2]。
- ペリフレックス3b（Periflex 3b 、1959年発売） - ペリフレックス3aの黒仕上げ版。またFP接点を備えた[2]。
- ペリフレックスゴールドスター（Periflex Gold Star 、1961年発売） - 普及版。ドイツ製横走り布幕フォーカルプレーンシャッター、イソクロンベータ（Isochron Beta ）を採用しB、1〜1/300秒、MX接点にシンクロする。フィルム巻き上げはレバー巻き上げ。フィルム圧板は金属製[2]。
- インタープランA（Interplan A ） - ペリフレックスゴールドスターからピント合わせ機構を省略した普及版。外装デザインはペリフレックスそのものである。

#### ペリフレックスシリーズ用レンズ
ライカマウントレンズの一覧#コーフィールド参照のこと。

#### その他
- インタープランB（Interplan B ） - インタープランAをM42マウントに変更したもの。
- インタープランC（Interplan C ） - インタープランAをエクサクタマウントに変更したもの。
- マキシム（Maxim ） - レンズはルマックス45mmF3.5固定。一般販売はされなかった。